# Mullsjö församling
Mullsjö församling var en församling i Skara stift och i Mullsjö kommun. Församlingen uppgick 2010 i Mullsjö-Sandhems församling. 

## Administrativ historik
Församlingen bildades 2002 genom sammanslagning av Nykyrka församling och Bjurbäcks församling. och var sedan till 2010 i ett pastorat med Sandhem-Utvängstorps församling som moderförsamling. Församlingen uppgick 2010 i Mullsjö-Sandhems församling.

## Kyrkor
- Nykyrka kyrka
- Bjurbäcks kyrka